# Guga de Paula
Anderson Clayton Damásio de Paula (Salvador, 2 de maio de 1982), conhecido apenas como Guga de Paula, é um cantor e compositor brasileiro. Entre 2001 e 2005 foi vocalista do Psirico e, entre 2008 e 2011, assumiu os vocais do Babado Novo.

## Carreira

### 2001–08: Psirico e Super Samba
Em 2001 Márcio Victor convidou Guga para ingressar na banda de pagode baiano Psirico para dividir os vocais com ele. Junto com outros 12 músicos, eles começaram a tocar em festivais e pequenos shows no interior da Bahia. Lançaram seu primeiro single, "Pianinho", que foi incluída na coletânea Bahia Mania de Pagode. Nos dois anos seguintes ganharam repercussão no estado com as faixas "Escovadinha", "Historia do Dique (Toma Vara)" e "Quebre Quequebre", sendo que em 2003 ganharam destaque ao participar pela primeira vez do Festival de Verão Salvador. 
Em 2004 o grupo enfim assinou com a gravadora local Mauricio Musikal e lançou seu primeiro álbum ao vivo, O Furacão da Bahia, que trazia as faixas anteriores e os novos sucessos "Ei Moça",  "Sambadinha e "Ai" – esta que se tornou uma das faixas mais tocadas do grupo no nordeste. Nesta época o grupo ganhou o Troféu Dodô e Osmar como banda revelação. Em 2005 Guga decidiu deixar o Psirico para formar o Super Samba, com quem lançou músicas como "Vem Me Amar" e "Uêpatchou".

### 2008–11: Babado Novo

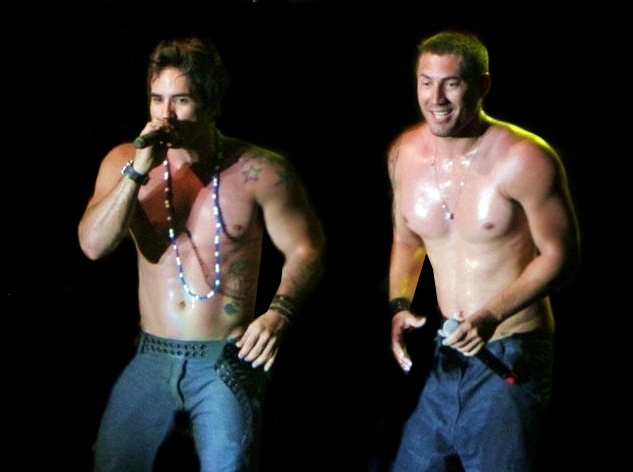
Guga (esquerda) e Igor Di Ferreira (direita) durante o Carnaval de 2010 no Babado Novo.

Em agosto de 2008 Guga foi convidado para assumir os vocais do Babado Novo. Na ocasião os empresários da banda queriam testar um formato diferente com dois vocalistas e, através de um concurso, escolheram Igor Di Ferreira para dividir os vocais.  A primeira música de trabalho da formação foi "Me Diga", lançada em 30 de outubro. Nos dias 18 e 19 de fevereiro de 2010 a banda grava seu primeiro álbum ao vivo e DVD no Arraial da Ajuda, distrito da cidade de Porto Seguro, na Bahia. A banda inovou realizando o show do dia 18 de fevereiro no Eco Park, um parque aquático onde a banda cantava em cima de um trio elétrico enquanto o público estava dentro das piscinas. A segunda parte, do dia 19 de fevereiro, também em cima do trio elétrico mas desta vez no complexo Axé No Ar. O trabalho trouxe cerca de 100 profissionais envolvidos, dentre equipes de Salvador e do Rio de Janeiro e teve como produtor Fred Soares. O disco foi lançado em 15 de agosto de 2010 pela Universal Music e trás sete regravações do grupo da época comandada por Claudia Leitte, seis regravações de outros artistas e sete músicas inéditas.
Em 21 de julho é lançado o primeiro single do disco, "Perto do Coração", sendo que anteriormente havia sido anunciada a faixa "Encontro de Amor" como a primeira a ser trabalhada e dada como lançamento durante o Carnatal, porém acabou sendo mudada pela gravadora da banda. Em 10 de dezembro é lançada segunda faixa a ser trabalhada foi "Tchau, Bye Bye", que logo se tornou uma das canções mais executadas na Bahia durante o final de 2010. Em 2 de agosto de 2011 é lançada a nova faixa de trabalho da banda intitulada "Saudade", composta por Henrique Cerqueira, mesmo compositor de "Pensando em Você". Porém em 17 de novembro de 2011 Guga de Paula. Na ocasião assessoria de imprensa do Babado Novo afirmou que ambos estavam em comum acordo, pois o foco principal era fortalecer o nome do grupo e não de seus vocalistas.

### 2012–presente: Carreira solo e Os Minino Ki Toca
Em 2012 Guga participou do reality show O Trio, da TV Aratu, que confinava estrelas do Carnaval dentro de um trio elétrico, no qual chegou na semifinal e o cantor ganhou destaque ao aparecer completamente nu em frente as câmeras. Na sequência Guga seguiu fazendo shows pelo nordeste, chegando a gravar algumas músicas como "Groove Arrastado", "Pintou um Clima", "Deixa com o Papai" e "Delícia da Minha Vida", embora não tenha lançado nada oficialmente. Em 2016 formou a banda de pagode baiano Os Mininu Ki Toca junto com Roque de Holanda e Moisés Sande, com quem lançou os singles "Deixa" e "Faz o Quadradinho" e chegou ao fim em 2019.

## Filmografia
| Ano  | Título | Cargo        |
| ---- | ------ | ------------ |
| 2012 | O Trio | Participante |